# Elezioni politiche suppletive in Italia del 1995
Le elezioni politiche suppletive italiane del 1995 sono le elezioni tenute in Italia nel corso del 1995 per eleggere deputati o senatori dei collegi uninominali rimasti vacanti.

## Camera dei deputati

### Collegio Veneto 1 - 14
Le elezioni politiche suppletive nel collegio elettorale di Padova - Selvazzano Dentro si sono tenute il 9 aprile 1995 per eleggere un deputato per il seggio lasciato vacante da Emma Bonino (LPR), dimessasi il 24 gennaio 1995 dopo essere stato nominata commissaria europea. Il collegio è formato da 3 comuni: parte del comune di Padova, Rubano e Selvazzano Dentro.
Le elezioni videro la formazione di un'inedita alleanza tra Lega Nord e PPI a sostegno del professore di area cattolica Giovanni Saonara, che riceve successivamente il supporto anche di PDS, FDV, AD, PS, SI, La Rete, CS e FL. Per il Polo per le Libertà si candidò invece il radicale Giovanni Negri.
| Partito                            | Partito                                                                                  | Candidato                          | Risultati 9 aprile 1995 | Risultati 9 aprile 1995 |
| Partito                            | Partito                                                                                  | Candidato                          | Voti                    | %                       |
| ---------------------------------- | ---------------------------------------------------------------------------------------- | ---------------------------------- | ----------------------- | ----------------------- |
|                                    | Federalismo e Democrazia                                                                 | Giovanni Saonara                   | 44 130                  | 57,13                   |
|                                    | Lista Pannella - Riformatori - Forza Italia - Alleanza Nazionale - CCD - Federalisti FDL | Giovanni Negri                     | 33 113                  | 42,87                   |
|                                    |                                                                                          |                                    |                         |                         |
| Iscritti                           | Iscritti                                                                                 | Iscritti                           | 105 033                 | 100,00                  |
| ↳ Votanti (% su iscritti)          | ↳ Votanti (% su iscritti)                                                                | ↳ Votanti (% su iscritti)          | 81 367                  | 77,47                   |
| ↳ Voti validi (% su votanti)       | ↳ Voti validi (% su votanti)                                                             | ↳ Voti validi (% su votanti)       | 77 243                  | 94,93                   |
| ↳ Schede non valide (% su votanti) | ↳ Schede non valide (% su votanti)                                                       | ↳ Schede non valide (% su votanti) | 4 124                   | 5,07                    |
| ↳ Astenuti (% su iscritti)         | ↳ Astenuti (% su iscritti)                                                               | ↳ Astenuti (% su iscritti)         | 23 666                  | 22,53                   |
|                                    |                                                                                          |                                    |                         |                         |
|                                    | Esito: collegio passa da Polo delle Libertà a Federalismo e Democrazia                   |                                    |                         |                         |

### Collegio Emilia-Romagna - 8
Le elezioni politiche suppletive nel collegio elettorale di Ravenna - Lugo si sono tenute il 14 maggio 1995 per eleggere un deputato per il seggio lasciato vacante da Davide Visani (PDS), deceduto il 27 febbraio 1995. Il collegio è formato da 7 comuni: Alfonsine, Conselice, Fusignano, Lugo, Massa Lombarda, Sant'Agata sul Santerno e parte del comune di Ravenna.
Candidati furono l'ex assessore regionale Elsa Signorino per i Progressisti, sostenuta anche da alcuni esponenti locali del PPI, e il repubblicano Ezio Fedele Brini; escluso dalla competizione il Polo per le Libertà, che non riuscì a raccogliere le firme necessarie a presentare un proprio candidato.
| Partito                            | Partito                                   | Candidato                          | Risultati 14 maggio 1995 | Risultati 14 maggio 1995 |
| Partito                            | Partito                                   | Candidato                          | Voti                     | %                        |
| ---------------------------------- | ----------------------------------------- | ---------------------------------- | ------------------------ | ------------------------ |
|                                    | Progressisti                              | Elsa Signorino                     | 53 887                   | 77,48                    |
|                                    | Partito Repubblicano Italiano             | Ezio Fedele Brini                  | 15 666                   | 22,52                    |
|                                    |                                           |                                    |                          |                          |
| Iscritti                           | Iscritti                                  | Iscritti                           | 103 504                  | 100,00                   |
| ↳ Votanti (% su iscritti)          | ↳ Votanti (% su iscritti)                 | ↳ Votanti (% su iscritti)          | 74 642                   | 72,12                    |
| ↳ Voti validi (% su votanti)       | ↳ Voti validi (% su votanti)              | ↳ Voti validi (% su votanti)       | 69 553                   | 93,18                    |
| ↳ Schede non valide (% su votanti) | ↳ Schede non valide (% su votanti)        | ↳ Schede non valide (% su votanti) | 5 089                    | 6,82                     |
| ↳ Astenuti (% su iscritti)         | ↳ Astenuti (% su iscritti)                | ↳ Astenuti (% su iscritti)         | 28 862                   | 27,88                    |
|                                    |                                           |                                    |                          |                          |
|                                    | Esito: collegio confermato a Progressisti |                                    |                          |                          |

### Collegio Campania 1 - 2
Le elezioni politiche suppletive nel collegio elettorale di Napoli - Vomero si sono tenute il 22 ottobre 1995 per eleggere un deputato per il seggio lasciato vacante da Antonio Rastrelli (AN), dimessosi il 15 giugno 1995 dopo essere stato eletto presidente della Campania. Il collegio è formato da parte del comune di Napoli (Chiaia, Posillipo e Vomero).
Le elezioni videro contrapposti il centro-sinistra dall'Ulivo al PRC a sostegno di Vincenzo Siniscalchi, il Polo delle Libertà a sostegno di Maurizio de Tilla, il radicale Marco Pannella, Silvio Vitale per il Movimento Sociale Fiamma Tricolore, l'indipendente Giuseppe Visconti e il leghista Gianfranco Vestuto.
| Partito                            | Partito                                                                               | Candidato                          | Risultati 22 ottobre 1995 | Risultati 22 ottobre 1995 |
| Partito                            | Partito                                                                               | Candidato                          | Voti                      | %                         |
| ---------------------------------- | ------------------------------------------------------------------------------------- | ---------------------------------- | ------------------------- | ------------------------- |
|                                    | Con Napoli per l'Italia che vogliamo                                                  | Vincenzo Siniscalchi               | 15 285                    | 42,00                     |
|                                    | Forza Italia - CDU - Alleanza Nazionale - CCD                                         | Maurizio de Tilla                  | 13 586                    | 37,34                     |
|                                    | Per la Grande Napoli                                                                  | Marco Pannella                     | 6 171                     | 16,96                     |
|                                    | Movimento Sociale Fiamma Tricolore                                                    | Silvio Vitale                      | 735                       | 2,02                      |
|                                    | Democrazia Sociale                                                                    | Giuseppe Visconti                  | 437                       | 1,20                      |
|                                    | Lega Italia Federale                                                                  | Gianfranco Vestuto                 | 175                       | 0,48                      |
|                                    |                                                                                       |                                    |                           |                           |
| Iscritti                           | Iscritti                                                                              | Iscritti                           | 107 023                   | 100,00                    |
| ↳ Votanti (% su iscritti)          | ↳ Votanti (% su iscritti)                                                             | ↳ Votanti (% su iscritti)          | 39 065                    | 36,50                     |
| ↳ Voti validi (% su votanti)       | ↳ Voti validi (% su votanti)                                                          | ↳ Voti validi (% su votanti)       | 36 389                    | 93,15                     |
| ↳ Schede non valide (% su votanti) | ↳ Schede non valide (% su votanti)                                                    | ↳ Schede non valide (% su votanti) | 2 676                     | 6,85                      |
| ↳ Astenuti (% su iscritti)         | ↳ Astenuti (% su iscritti)                                                            | ↳ Astenuti (% su iscritti)         | 67 958                    | 63,50                     |
|                                    |                                                                                       |                                    |                           |                           |
|                                    | Esito: collegio passa da Polo del Buon Governo a Con Napoli per l'Italia che vogliamo |                                    |                           |                           |

## Senato della Repubblica

### Collegio Calabria - 3
Le elezioni politiche suppletive nel collegio elettorale di Cosenza si sono tenute il 14 maggio 1995 per eleggere un senatore per il seggio lasciato vacante da Carmine Garofalo (PDS), deceduto il 23 febbraio 1995. Il collegio è formato da 50 comuni: Aiello Calabro, Altilia, Aprigliano, Belsito, Bianchi, Carolei, Carpanzano, Casole Bruzio, Castiglione Cosentino, Castrolibero, Celico, Cellara, Cerisano, Colosimi, Cosenza, Dipignano, Domanico, Figline Vegliaturo, Grimaldi, Lago, Lappano, Luzzi, Maligo, Mangone, Marano Marchesato, Marano Principato, Marzi, Mendicino, Montalto Uffugo, Panettieri, Parenti, Paterno Calabro, Pedace, Pedivigliano, Piane Crati, Pietrafitta, Rende, Rogliano, Rose, Rovito, San Fili, San Pietro in Guarano, San Vincenzo La Costa, Santo Stefano di Rogliano, Scigliano, Serra Pedace, Spezzano della Sila, Spezzano Piccolo, Trenta, Zumpano.
Candidati ufficiali furono Massimo Veltri, esponente del PDS sostenuto Progressisti e dalla corrente del PPI facente capo a Gerardo Bianco, Vittorio Zupo, ex socialista sostenuto dal Polo per le Libertà e dalla corrente del PPI facente capo al segretario Rocco Buttiglione, e Franco Petramala, ex segretario regionale della Democrazia Cristiana.
| Partito                            | Partito                                   | Candidato                          | Risultati 14 maggio 1995 | Risultati 14 maggio 1995 |
| Partito                            | Partito                                   | Candidato                          | Voti                     | %                        |
| ---------------------------------- | ----------------------------------------- | ---------------------------------- | ------------------------ | ------------------------ |
|                                    | Progressisti                              | Massimo Veltri                     | 43 307                   | 50,58                    |
|                                    | FI - CCD - PPI - AN                       | Vittorio Zupo                      | 26 904                   | 31,42                    |
|                                    | Lista Petramala                           | Franco Petramala                   | 15 409                   | 18,00                    |
|                                    |                                           |                                    |                          |                          |
| Iscritti                           | Iscritti                                  | Iscritti                           | 183 327                  | 100,00                   |
| ↳ Votanti (% su iscritti)          | ↳ Votanti (% su iscritti)                 | ↳ Votanti (% su iscritti)          | 91 527                   | 49,93                    |
| ↳ Voti validi (% su votanti)       | ↳ Voti validi (% su votanti)              | ↳ Voti validi (% su votanti)       | 85 620                   | 93,55                    |
| ↳ Schede non valide (% su votanti) | ↳ Schede non valide (% su votanti)        | ↳ Schede non valide (% su votanti) | 5 907                    | 6,45                     |
| ↳ Astenuti (% su iscritti)         | ↳ Astenuti (% su iscritti)                | ↳ Astenuti (% su iscritti)         | 91 800                   | 50,07                    |
|                                    |                                           |                                    |                          |                          |
|                                    | Esito: collegio confermato a Progressisti |                                    |                          |                          |

## Riepilogo
| Data       | Camera                  | Circoscrizione | Collegio                        | Partito | Partito | Parlamentare uscente | Partito | Partito     | Parlamentare eletto  |
| ---------- | ----------------------- | -------------- | ------------------------------- | ------- | ------- | -------------------- | ------- | ----------- | -------------------- |
| 9 aprile   | Camera dei deputati     | Veneto 1       | 14 (Padova - Selvazzano Dentro) |         | LPR     | Emma Bonino          |         | Ind. di csx | Giovanni Saonara     |
| 14 maggio  | Camera dei deputati     | Emilia-Romagna | 8 (Ravenna - Lugo)              |         | PDS     | Davide Visani        |         | PDS         | Elsa Signorino       |
| 14 maggio  | Senato della Repubblica | Calabria       | 3 (Cosenza)                     |         | PDS     | Carmine Garofalo     |         | PDS         | Massimo Veltri       |
| 22 ottobre | Camera dei deputati     | Campania 1     | 2 (Napoli - Vomero)             |         | AN      | Antonio Rastrelli    |         | Ind. di csx | Vincenzo Siniscalchi |